# ألان زويبل
ألان زويبل (بالإنجليزية: Alan Zweibel) هو منتج أفلام وروائي وكاتب سيناريو ومخرج وممثل أمريكي، ولد في 20 مايو 1950 ببروكلين في الولايات المتحدة. من الجوائز التي نالها جائزة إيمي وجائزة نقابة الكتاب الأمريكية.

## أعمال

### مسلسلات
- العرض المتأخر مع ديفيد ليترمان
- قانون ونظام[3]

## جوائز
- جائزة إيمي
- جائزة نقابة الكتاب الأمريكية

## وصلات خارجية
- ألان زويبل على موقع IMDb (الإنجليزية)
- ألان زويبل على موقع ألو سيني (الفرنسية)
- ألان زويبل على موقع ميوزك برينز (الإنجليزية)
- ألان زويبل على موقع أول موفي (الإنجليزية)
- ألان زويبل على موقع قاعدة بيانات برودواي على الإنترنت (الإنجليزية)
- ألان زويبل على موقع قاعدة بيانات الأفلام السويدية (السويدية)
- ألان زويبل على موقع أول ميوزيك (الإنجليزية)
- ألان زويبل على موقع ديسكوغز (الإنجليزية)
- ألان زويبل على موقع قاعدة بيانات الفيلم (الإنجليزية)
- ألان زويبل على موقع كينوبويسك (الروسية)